# Nieprzetłumaczalność
Nieprzetłumaczalność lub nieprzekładalność – cecha tekstu lub wypowiedzi, dla której nie istnieje adekwatny odpowiednik w innym (określonym) języku. Teksty uznane za nieprzetłumaczalne określa się mianem luk lub braków leksykalnych. Termin ten pojawia się w kontekście trudności związanych z osiągnięciem tak zwanego idealnego tłumaczenia, co wynika z istnienia koncepcji i terminów tak mocno osadzonych w danym języku i kulturze, że precyzyjne odwzorowanie ich znaczenia w innym języku staje się niewykonalne.
Tłumacz może jednak posłużyć się różnorodnymi strategiami tłumaczeniowymi w celu zniwelowania luki leksykalnej. W tym ujęciu nieprzetłumaczalność nie wiąże się z istotnymi konsekwencjami relatywizmu językowego. Znaczenie, choć niekoniecznie w pełni zgodne technicznie (w np. tekście poetyckim), może być niemal zawsze przekazane w innej formie językowej.